# 감천중학교 (부산)
감천중학교(甘川中學校)는 대한민국 부산광역시 사하구 감천동에 있는 공립 중학교이다.

## 학교 연혁
- 1982년 12월 17일 : 감천여자중학교 설립인가(30학급)
- 1983년 3월 1일 : 초대 김유환 교장 취임
- 1983년 3월 5일 : 개교 및 제1회 입학식
- 1986년 2월 14일 : 제1회 졸업식(631명)
- 2001년 3월 1일 : 감천중학교로 교명 변경(남녀공학 개편)
- 2016년 3월 28일 : 진로활동실 구축
- 2021년 1월 13일 : 첨단미래교실 구축
- 2024년 3월 1일 : 다행복학교 재지정(~2028.02.29.)
- 2025년 1월 6일 : 제40회 졸업식 (95명, 누계 13,781명)
- 2025년 3월 4일 : 제43회 입학식(104명)
- 2025년 3월 4일 : 제20대 김정표 교장 취임

## 참고 자료
- 감천중학교 - 한국교육학술정보원 학교알리미